# Легкорейкова мережа Гудзон — Берген
Швидкісний трамвай Гудзон — Берген (англ. Hudson–Bergen Light Rail) — мережа ліній легкорейкового транспорту, що обслуговує округи Гудзон та Берген штату Нью-Джерсі, США.

## Історія
Обговорення різних проектів покращення системи громадського транспорту вздовж Гудзона почалося наприкінці 1980-х років. Після численних обговорень різних варіантів проектувальники та влада штату дійшли згоди, що оптимальною стане мережа ліній ЛРТ, побудована декількома етапами. Контракт на будівництво був підписаний у 1996 році та незабаром почалися роботи. Початкову дистанцію «Exchange Place» — «34th Street» з відгалуженням до «West Side Avenue» відкрито у квітні 2000 року. Наступні 10 років мережа постійно розширювалась
Хронологія подальшого розвитку
- 18 листопада 2000 — розширення на три станції, дистанція «Exchange Place» — «Newport».
- 29 вересня 2002 — розширення на одну станцію «Hoboken Terminal».
- 15 листопада 2003 — розширення на південь на одну станцію «22nd Street».
- 7 вересня 2004 — розширення на три станції на північ, дистанція «Hoboken Terminal» — «Lincoln Harbor».
- 25 лютого 2006 — розширення на три станції на північ, дистанція «Lincoln Harbor» — «Tonnelle Avenue».
- 31 січня 2011 — розширення на південь на одну станцію «8th Street».

## Лінії
В мережі три лінії та 24 станції, більшість з яких використовується одразу декількома маршрутами. В мережі існує одна підземна станція «Bergenline Avenue». Будівництво мережі коштувало 2,2 млрд доларів, зараз проектуються численні розширення мережі в різні боки, поки що без конкретних дат реалізації. Реалізація проекту допомогла реновації депресивних територій та простимулювала будівництво житлової та комерційної нерухомості вздовж ліній.
Блакитна лінія має 15 станцій, з яких 9 спільних з іншими лініями. Починається на станції «Hoboken Terminal» у Гобокені, де можливо пересісти на потяги PATH та численні приміські потяги. Далі прямує на південь через Джерсі-Сіті спільною з жовтою лінією ділянкою, на потяги PATH також можливо пересісти на станціях «Newport» та «Exchange Place». Після проходження спільної ділянки лінія прямує далі на південь до станції «8th Street» у місті Байонн.
Зелена лінія має сім станцій, всі спільно з іншими лініями. Як і Блакитна лінія, починається на станції «Hoboken Terminal», але прямує на північ, проходить містами Вігокен, Юніон-Сіті та закінчується на станції «Tonnelle Avenue» у місті Норт-Берген.
Жовта лінія має 17, станцій з яких 14 спільно з іншими лініями. Починається на станції «Tonnelle Avenue» у місті Норт-Берген, далі проходить спільною ділянкою спочатку з Зеленою лінією, але не заходить на станцію «Hoboken Terminal», а прямує далі спільною з Блакитною лінією ділянкою. Після станції «Liberty State Park» відокремлюється та прямує далі на південний захід до станції «West Side Avenue» у Джерсі-Сіті.

## Галерея

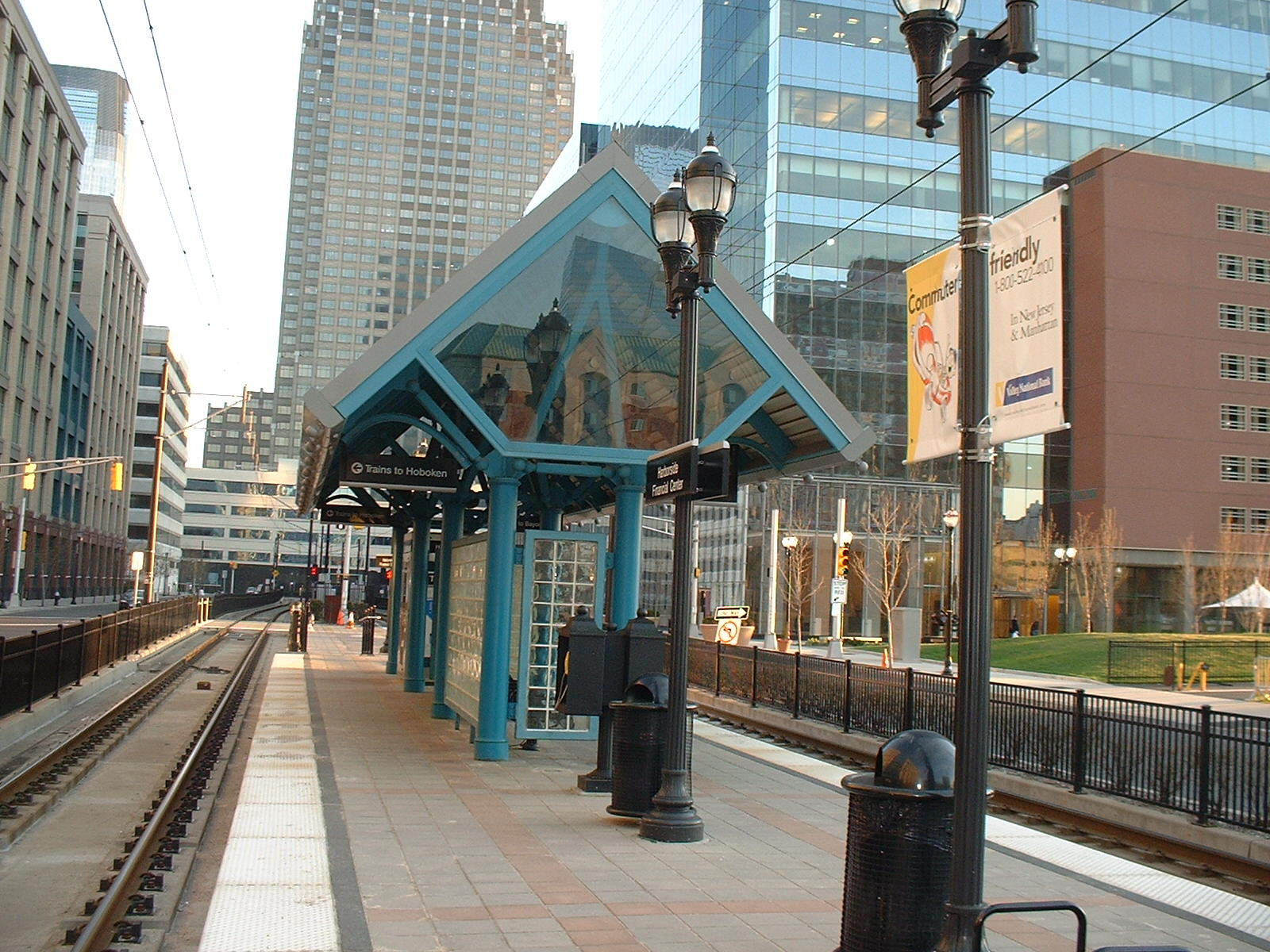
Станція «Harborside Financial Center»
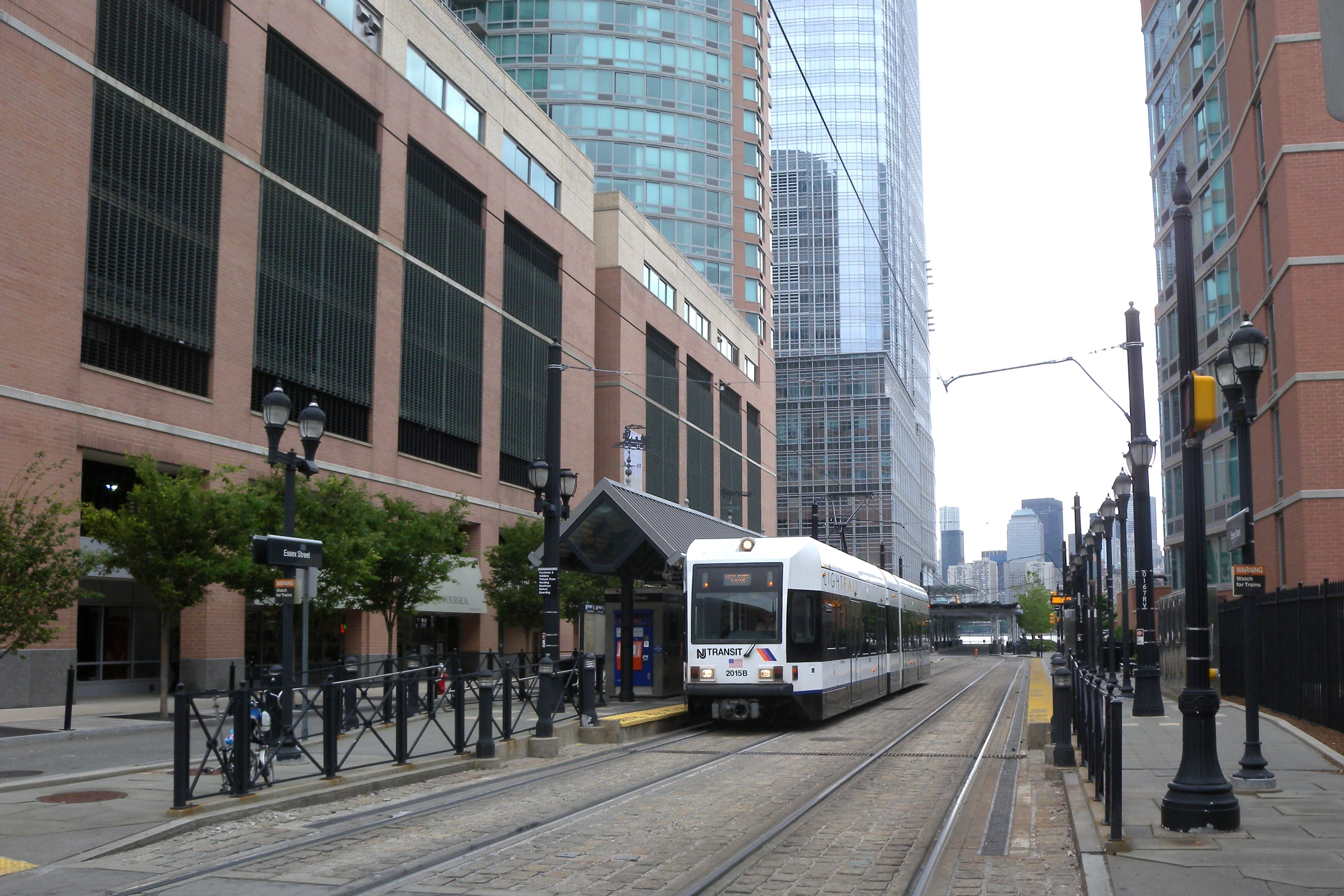
Трамвай на станції «Essex Street»
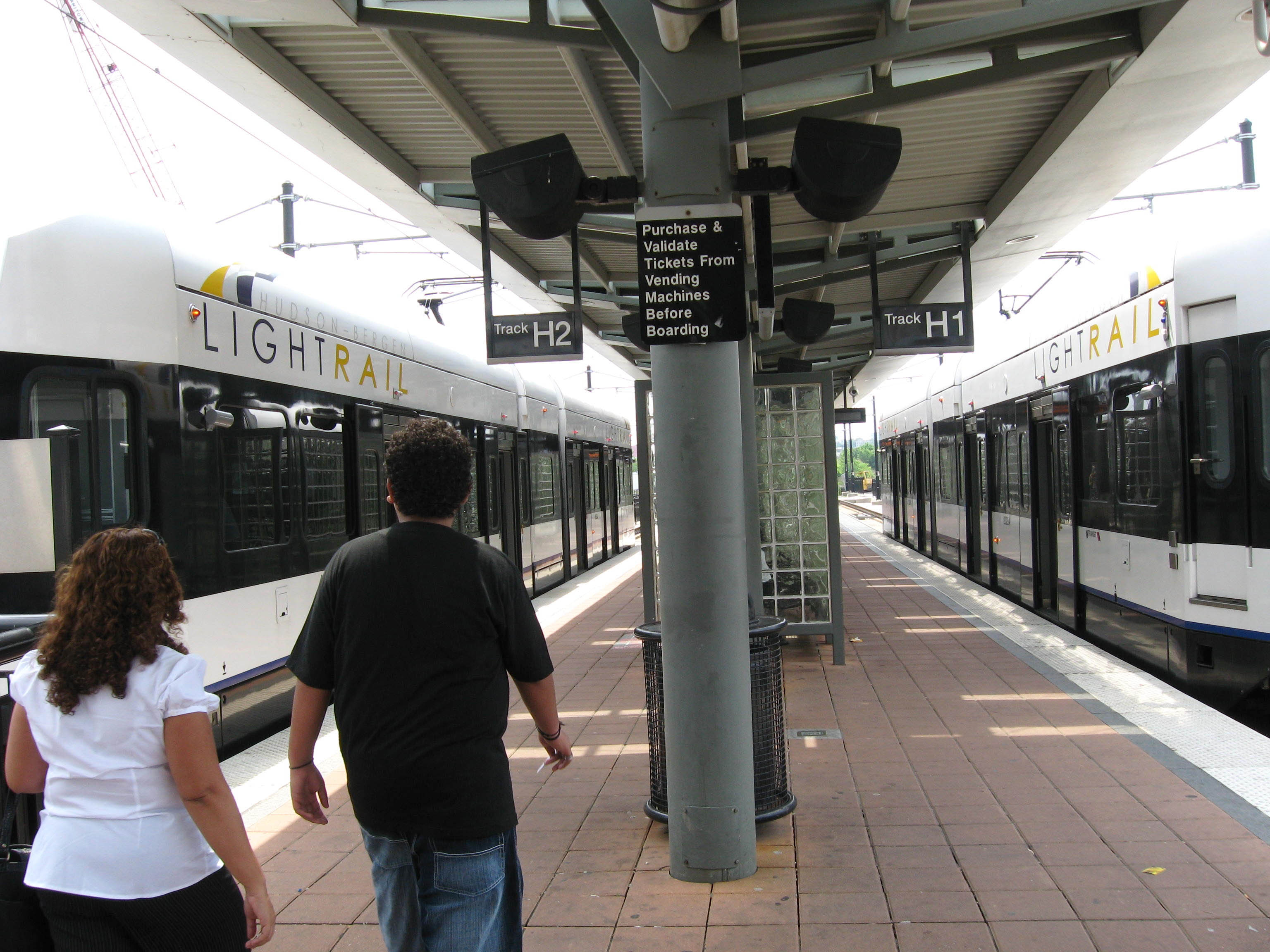
Кінцева станція «Hoboken Terminal»
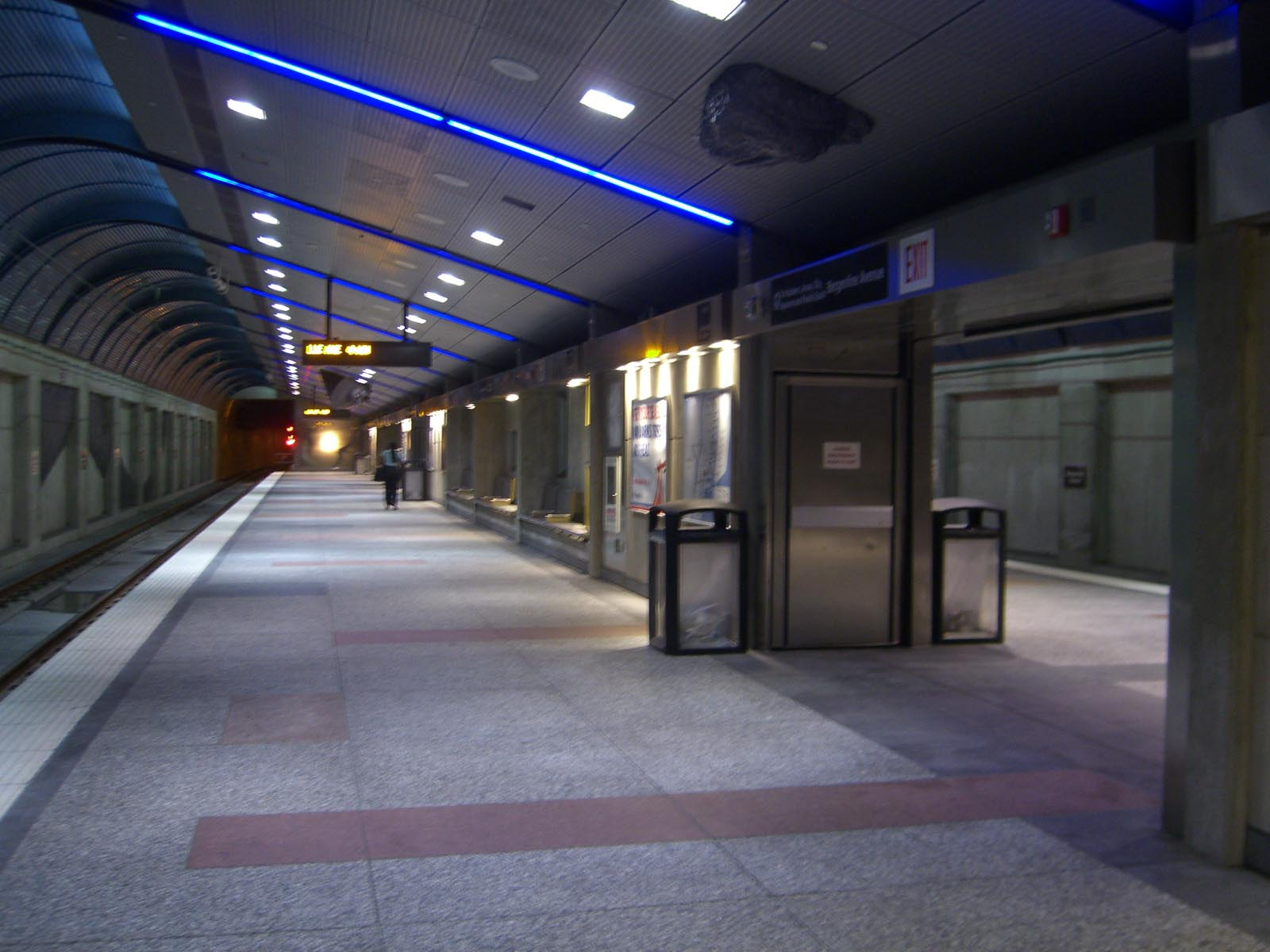
Підземна станція «Bergenline Avenue»